# Mierzyn (ved Police)
Mierzyn (tysk: Möhringen) er en landsby i det vestlige Polen, i zachodniopomorskie voivodskab (Stettin Byområde).

## Transport
- vejen nummer 10 til Szczecin og Stargard Szczeciński
- vejen nummer 10 til Lubieszyn (ved Police) over Skarbimierzyce og Dołuje
- vejen til Stobno (Kołbaskowo Kommune)

## Turisme
- Kirke (13. århundrede) i Mierzyn
- Vindmølle (19. århundrede) i Mierzyn

## Byer ved Mierzyn
- Police
- Szczecin
- Pasewalk (Tyskland)

## Landsbyer ved Mierzyn
- Lubieszyn (ved Police)
- Grzepnica
- Buk (ved Police)
- Stolec (ved Police)
- Dobra (ved Police)
- Kołbaskowo
- Sławoszewo (ved Police)
- Bartoszewo (ved Police)
- Pilchowo
- Wołczkowo
- Wąwelnica
- Dołuje
- Przecław (Kołbaskowo Kommune)
- Grambow (Tyskland)